# Eleonora Sanvitale
Leonora Sanvitale (Sala Baganza, c. 1558-Ferrara, 1582) fue una noble y cantante en la corte de Este en Ferrara y, junto con su madrastra Barbara Sanseverino, una de las mujeres nobles más «brillantes» de la corte. Se incorporó a la corte en 1576 cuando se casó con Giulio Tiene, conde de Scandiano. Antes de esto, había estado en la corte de Parma. Anteriormente, había atraído la atención tanto de Torquato Tasso como del duque de Roma en 1573. Fue miembro de la primera agrupación del concerto delle donne y cantó en la musica secreta de la corte de Alfonso II de Este.